# サジダ・リシャウィ
サジダ・ムバラク・アトゥロウス・アル＝リシャウィ（アラビア語: ساجدة مبارك عطروس الريشاوي、英語: Sajida Mubarak Atrous al-Rishawi、1970年 - 2015年2月4日）は、自爆テロ未遂犯であるとされるイラク西部のアンバール県出身の女性である。2005年アンマン自爆テロに関与したとされているが、彼女の爆発物のベルトが爆発しなかったために生き残った。

## テロ事件
2005年11月9日、ヨルダンの首都アンマンのラディッソンホテルにおいて900人が出席した結婚披露宴が行われる中、自爆テロが発生した。新郎新婦両方の父親を含めて60人が死亡した他、115人が負傷した。イラクの聖戦アル＝カーイダ組織に共に所属し、事件の数日前に結婚したサジダ・リシャウィと彼女の夫のアリ・フセイン・アリ・アル・シャマリが自爆テロを試みたものだったが、夫のみが死亡した。リシャウィは夫が爆撃した後に爆発物のベルトを起爆しようとして失敗した。そして、その場から走り出した人々と一緒にホテルから逃げ出した。市内の他の2つのホテルでもほぼ同時に自爆攻撃が起きたが、このラディッソンホテルで最も多くの犠牲者が出た。

## 収監
事件の4日後にリシャウィは逮捕され、ヨルダン当局は彼女が自爆テロを実行するために夫と共にイラクから偽造パスポートでヨルダンに入国したと供述する録画映像を国営テレビで繰り返し流した。映像の中で彼女は巻き付けた自爆ベルトをカメラに向かって見せ、犯行計画を説明している。しかし、その後に一転してこの告白を撤回した。取調べでは「夫に自爆を強制されたが、私は誰も傷つける意図はなかった」などと供述内容を変更している。
2006年9月21日にヨルダンの軍事裁判所から絞首刑による死刑判決を受けた。リシャウィは有罪判決に不服で控訴したが、2007年1月にこの訴えは退けられた。その後に2010年10月4日時点で彼女がまだ控訴中であることが報じられた。
2015年1月時点でリシャウィはアンマン市内にあるジュエイダ女子拘置所に収監中であると報道された。
2015年2月4日、ヨルダン当局はリシャウィの死刑を執行したことを明らかにした。

## ISILとの関連性
リシャウィはアンマン自爆テロを実行したアリ・フセイン・アリ・アル・シャマリの妻であり、イラクの聖戦アルカイーダ組織を率いたアブ・ムサブ・ザルカウィの側近の妹と考えられている。また、彼女自身もザルカウィの部下だった。一部報道ではこの兄の名前はムバラク・アトゥロウス・アル・リシャウィであるとされている。イラク戦争で空爆された際に側近だったこの長兄に加えて2人の兄弟、前の夫も失っており、反米感情を持つようになったという。
イスラム過激派に詳しい評論家のハシム・ハシミはリシャウィがイラクの聖戦アルカイーダ組織にとって初めての女の自爆工作員だったと述べている。また、「ザルカウィ容疑者は死亡する前に、リシャウィ死刑囚の奪還を約束している」と説明している。このイラクの聖戦アルカイーダ組織はISILの前身組織と見られている。

## 処刑
2015年1月24日にISILはヨルダン政府に対し、日本人の人質である後藤健二の解放を交換条件として、リシャウィの釈放を要求した。ISILは29日の日没までにリシャウィを釈放しなければ、ヨルダン軍のパイロットであるモアズ・カサスベを殺害すると脅迫した。これに対してヨルダン政府側もカサスベの生存の確認が出来てなおかつ彼が解放されるのであればリシャウィを釈放する用意があるとして釈放に応じぬまま期限を迎えた。
2月1日早朝にISILは後藤健二を殺害したとする動画をインターネット上で公開し、3日にモアズ・カサスベを生きたまま火をつけて殺害したとする動画を公開した。
カサスベが殺害された報復として、ヨルダンは2015年2月4日早朝に、共に元イラクの聖戦アルカイーダ組織メンバーで死刑囚であるサジダ・リシャウィとジヤド・カルボリの処刑を執行した。ISILからリシャウィの処刑に関する即時の公式声明は出されなかった。